# Диаконидзееби
Диаконидзееби (груз. დიაკონიძეები) — село в Грузии, на территории Хулойского муниципалитета автономной республики Аджария.

## География
Село находится в юго-западной части Грузии, на правом берегу реки Аджарисцкали, на расстоянии 2 километров (по прямой) к северо-востоку от посёлка городского типа Хуло, административного центра муниципалитета. Абсолютная высота — 748 метров над уровнем моря.

## Население
По результатам официальной переписи населения 2014 года, в Диаконидзееби проживало 253 человека (134 мужчины и 119 женщин). В национальной структуре населения грузины составляли 100 %.
| Год  | Население, человек |
| ---- | ------------------ |
| 2002 | 348                |
| 2014 | ↘ 253              |